# Copa do Mundo FIFA de 1930 - Grupo 1
O Grupo 1 da Copa do Mundo FIFA de 1930 começou em 13 de julho e foi concluído em 22 de julho. A Argentina ficou em primeiro no grupo e avançou à semifinal. Chile, França e México não passaram.

## Classificação
| Pos. | Seleção   | Pts | J | V | E | D | GP | GC | SG |
| ---- | --------- | --- | - | - | - | - | -- | -- | -- |
| 1    | Argentina | 6   | 3 | 3 | 0 | 0 | 10 | 4  | +6 |
| 2    | Chile     | 4   | 3 | 2 | 0 | 1 | 5  | 3  | +2 |
| 3    | França    | 2   | 3 | 1 | 0 | 2 | 4  | 3  | +1 |
| 4    | México    | 0   | 3 | 0 | 0 | 3 | 4  | 13 | –9 |

## Partidas

### França vs México
| 13 de julho de 1930  | França                                             | 4–1       | México      | Estádio Pocitos, Montevidéu                        |
| 15:00 UYT (UTC−3:30) | L. Laurent 19' · Langiller 40' · Maschinot 43' 87' | Relatório | Carreño 70' | Público: 4,444 Árbitro: Domingo Lombardi (Uruguai) |

| GK            | 1  | Alex Thépot          |
| FB            | 2  | Étienne Mattler      |
| FB            | 3  | Marcel Capelle       |
| HB            | 4  | Augustin Chantrel    |
| HB            | 5  | Alexandre Villaplane |
| HB            | 6  | Edmond Delfour       |
| FW            | 7  | Marcel Pinel         |
| FW            | 8  | Lucien Laurent       |
| FW            | 9  | André Maschinot      |
| FW            | 10 | Ernest Libérati      |
| FW            | 11 | Marcel Langiller     |
| Treinador:    |    |                      |
| Raoul Caudron |    |                      |

| GK                        | 1  | Óscar Bonfiglio        |
| FB                        | 2  | Rafael Garza Gutiérrez |
| FB                        | 3  | Manuel Rosas           |
| HB                        | 4  | Efraín Amézcua         |
| HB                        | 5  | Alfredo Sánchez        |
| HB                        | 6  | Felipe Rosas           |
| FW                        | 7  | Hilario López          |
| FW                        | 8  | José Ruiz              |
| FW                        | 9  | Dionisio Mejía         |
| FW                        | 10 | Juan Carreño           |
| FW                        | 11 | Luis Pérez             |
| Treinador:                |    |                        |
| Juan Luque de Serrallonga |    |                        |

| Assistentes: Henri Christophe (Bélgica) Almeida Rego (Brasil) |

### Argentina vs França
| 15 de julho de 1930  | Argentina | 1–0       | França | Estadio Parque Central, Montevidéu             |
| 16:00 UYT (UTC−3:30) | Monti 81' | Relatório |        | Público: 23,409 Árbitro: Almeida Rego (Brasil) |

| GK                  | 1  | Ángel Bossio      |
| FB                  | 2  | José Della Torre  |
| FB                  | 3  | Ramón Muttis      |
| HB                  | 4  | Juan Evaristo     |
| HB                  | 5  | Luis Monti        |
| HB                  | 6  | Pedro Suárez      |
| FW                  | 7  | Natalio Perinetti |
| FW                  | 8  | Francisco Varallo |
| FW                  | 9  | Manuel Ferreira   |
| FW                  | 10 | Roberto Cherro    |
| FW                  | 11 | Mario Evaristo    |
| Treinador:          |    |                   |
| Juan José Tramutola |    |                   |

| GK            | 1  | Alex Thépot          |
| FB            | 2  | Étienne Mattler      |
| FB            | 3  | Marcel Capelle       |
| HB            | 4  | Augustin Chantrel    |
| HB            | 5  | Alexandre Villaplane |
| HB            | 6  | Edmond Delfour       |
| FW            | 7  | Marcel Pinel         |
| FW            | 8  | Lucien Laurent       |
| FW            | 9  | André Maschinot      |
| FW            | 10 | Ernest Libérati      |
| FW            | 11 | Marcel Langiller     |
| Treinador:    |    |                      |
| Raoul Caudron |    |                      |

| Assistentes: Ulises Saucedo (Bolívia) Costel Rădulescu (Romênia) |

### Chile vs México
| 16 de julho de 1930  | Chile                                     | 3–0       | México | Estadio Parque Central, Montevidéu                 |
| 14:45 UYT (UTC−3:30) | Carlos Vidal 3' 65' · M. Rosas 52' (g.c.) | Relatório |        | Público: 9,249 Árbitro: Henri Christophe (Bélgica) |

| GK          | 1  | Roberto Cortés      |
| FB          | 2  | Ulises Poirier      |
| FB          | 3  | Víctor Morales      |
| HB          | 4  | Arturo Torres       |
| HB          | 5  | Guillermo Saavedra  |
| HB          | 6  | Humberto Elgueta    |
| FW          | 7  | Tomás Ojeda         |
| FW          | 8  | Guillermo Subiabre  |
| FW          | 9  | Eberardo Villalobos |
| FW          | 10 | Carlos Vidal        |
| FW          | 11 | Carlos Schneeberger |
| Treinador:  |    |                     |
| György Orth |    |                     |

| GK                        | 1  | Isidoro Sota           |
| FB                        | 2  | Rafael Garza Gutiérrez |
| FB                        | 3  | Manuel Rosas           |
| HB                        | 4  | Efraín Amézcua         |
| HB                        | 5  | Alfredo Sánchez        |
| HB                        | 6  | Felipe Rosas           |
| FW                        | 7  | Hilario López          |
| FW                        | 8  | Roberto Gayón          |
| FW                        | 9  | José Ruiz              |
| FW                        | 10 | Juan Carreño           |
| FW                        | 11 | Luis Pérez             |
| Treinador:                |    |                        |
| Juan Luque de Serrallonga |    |                        |

| Assistentes: Martin Aphesteguy (Uruguai) John Langenus (Bélgica) |

### Chile vs França
| 19 de julho de 1930  | Chile        | 1–0       | França | Estádio Centenário, Montevidéu                  |
| 12:50 UYT (UTC−3:30) | Subiabre 67' | Relatório |        | Público: 2,000 Árbitro: Anibal Tejada (Uruguai) |

| GK          | 1  | Roberto Cortés      |
| FB          | 2  | Ernesto Chaparro    |
| FB          | 3  | Guillermo Riveros   |
| HB          | 4  | Arturo Torres       |
| HB          | 5  | Guillermo Saavedra  |
| HB          | 6  | Casimiro Torres     |
| FW          | 7  | Tomás Ojeda         |
| FW          | 8  | Guillermo Subiabre  |
| FW          | 9  | Eberardo Villalobos |
| FW          | 10 | Carlos Vidal        |
| FW          | 11 | Carlos Schneeberger |
| Treinador:  |    |                     |
| György Orth |    |                     |

| GK            | 1  | Alex Thépot          |
| FB            | 2  | Marcel Capelle       |
| FB            | 3  | Étienne Mattler      |
| HB            | 4  | Augustin Chantrel    |
| HB            | 5  | Célestin Delmer      |
| HB            | 6  | Alexandre Villaplane |
| FW            | 7  | Ernest Libérati      |
| FW            | 8  | Edmond Delfour       |
| FW            | 9  | Marcel Pinel         |
| FW            | 10 | Émile Veinante       |
| FW            | 11 | Marcel Langiller     |
| Treinador:    |    |                      |
| Raoul Caudron |    |                      |

| Assistentes: Domingo Lombardi (Uruguai) Almeida Rego (Brasil) |

### Argentina vs México
| 19 de julho de 1930  | Argentina                                          | 6–3       | México                              | Estádio Centenário, Montevidéu                    |
| 15:00 UYT (UTC−3:30) | Stábile 8' 17' 80' · Zumelzú 12' 55' · Varallo 53' | Relatório | M. Rosas 42' (pen.) 65' · Gayón 75' | Público: 42,100 Árbitro: Ulises Saucedo (Bolívia) |

| GK                  | 1  | Ángel Bossio         |
| FB                  | 2  | José Della Torre     |
| FB                  | 3  | Fernando Paternoster |
| HB                  | 4  | Alberto Chividini    |
| HB                  | 5  | Adolfo Zumelzú       |
| HB                  | 6  | Rodolfo Orlandini    |
| FW                  | 7  | Carlos Peucelle      |
| FW                  | 8  | Francisco Varallo    |
| FW                  | 9  | Guillermo Stábile    |
| FW                  | 10 | Attilio Demaría      |
| FW                  | 11 | Carlos Spadaro       |
| Treinador:          |    |                      |
| Juan José Tramutola |    |                      |

| GK                        | 1  | Óscar Bonfiglio           |
| FB                        | 2  | Rafael Garza Gutiérrez    |
| FB                        | 3  | Manuel Rosas              |
| HB                        | 4  | Felipe Olivares           |
| HB                        | 5  | Alfredo Sánchez           |
| HB                        | 6  | Raymundo Rodríguez        |
| FW                        | 7  | Francisco Garza Gutiérrez |
| FW                        | 8  | Felipe Rosas              |
| FW                        | 9  | Hilario López             |
| FW                        | 10 | Roberto Gayón             |
| FW                        | 11 | Juan Carreño              |
| Treinador:                |    |                           |
| Juan Luque de Serrallonga |    |                           |

| Assistentes: Gualberto Alonso (Uruguai) Costel Rădulescu (Romênia) |

### Argentina vs Chile
| 22 de julho de 1930  | Argentina                         | 3–1       | Chile        | Estádio Centenário, Montevidéu                   |
| 14:45 UYT (UTC−3:30) | Stábile 12' 13' · M. Evaristo 51' | Relatório | Subiabre 15' | Público: 41,459 Árbitro: John Langenus (Bélgica) |

| GK                  | 1  | Ángel Bossio         |
| FB                  | 2  | José Della Torre     |
| FB                  | 3  | Fernando Paternoster |
| HB                  | 4  | Juan Evaristo        |
| HB                  | 5  | Luis Monti           |
| HB                  | 6  | Rodolfo Orlandini    |
| FW                  | 7  | Carlos Peucelle      |
| FW                  | 8  | Francisco Varallo    |
| FW                  | 9  | Guillermo Stábile    |
| FW                  | 10 | Manuel Ferreira      |
| FW                  | 11 | Mario Evaristo       |
| Treinador:          |    |                      |
| Juan José Tramutola |    |                      |

| GK          | 1  | Roberto Cortés      |
| FB          | 2  | Ernesto Chaparro    |
| FB          | 3  | Víctor Morales      |
| HB          | 4  | Arturo Torres       |
| HB          | 5  | Guillermo Saavedra  |
| HB          | 6  | Casimiro Torres     |
| FW          | 7  | Guillermo Arellano  |
| FW          | 8  | Guillermo Subiabre  |
| FW          | 9  | Eberardo Villalobos |
| FW          | 10 | Carlos Vidal        |
| FW          | 11 | Juan Aguilera       |
| Treinador:  |    |                     |
| György Orth |    |                     |

| Assistentes: Henri Christophe (Bélgica) Ulises Saucedo (Bolívia) |